# Serpentine (Niepoort)

## L'album
Primo album, dopo tre ep, della band danese Niepoort, formatasi a Copenaghen nel 1998.

## Tracklist
- 1. "Northern Womb" (4:20)
- 2. "Balance" (5:01)
- 3. "The Bloom of a Dying Day" (5:10)
- 4. "The Appeal of the Meal" (4:50)
- 5. "Pioneers" (4:09)
- 6. "Chalk Farm" (5:05)
- 7. "It's Not Too Dark" (6:18)
- 8. "Anatomy of the Soul" (4:56)
- 9. "Bombs" (5:03)
- 10. "A Careful Facade" (4:55)

## Musicisti
- Gustav Niepoort  - voce e chitarra
- Peter Binau Hoej  - basso
- Janus Dyg - batteria
- Nabiha Bensouda (voce aggiuntiva sulla canzone "Balance")
- Rikke Krog (voce aggiuntiva sulla canzone "Balance")
- Martin Prins Nitram (chitarra aggiuntiva sulle canzoni "Northern Womb", "Chalk Farm" e "A Careful Facade")
- Karla Mishue (elettronica aggiuntiva sulla canzone "Anatomy of the Soul")